# 本田珠也
本田 珠也（ほんだ たまや、1969年11月25日 - ）は、日本のジャズ・ドラマー。父親はジャズ・ピアニストの本田竹広、母親はジャズ・ボーカリストのチコ本田。叔父にサックス奏者の渡辺貞夫とドラマーの渡辺文男がいる。パートナーはサックス奏者の守谷美由貴。

## ディスコグラフィー

### リーダー作品
ソロ名義
- Planet X (東芝EMI, 2000)

Elvin Jones Tribute Band
- EJTB (AKETA'S DISK, 2007)

本田珠也トリオ 
- Second Country (ANTURTLE, 2017)

TAMAXILLE
- Live at Shinjuku PIT INN (ピットインミュージック, 2017)

本田珠也ICTUSトリオ
- Ictus (SONG X JAZZ, 2018)

本田竹広トリビュート・バンド
- Save Our Soul (ピットインミュージック, 2019)

道場（八木美知依との双頭ユニット）
- 道場 壱ノ巻 (IDIOLECT, 2014)
- 道場 弐ノ巻 (IDIOLECT, 2017)

羽野昌二&本田珠也（羽野昌二との双頭ユニット）
- Cascada (2014)

### ZEK3
- ZEK! (ZEK, 2016)
- ZEK! II (ZEK, 2019)
- ZEK! Ⅲ (ZEK, 2024)

### 参加作品
ネイティブ・サン
- Day Break (1985)
- Veer (1986)
- Aguncha (1987)

本田竹広
- Now on the Blues (2000)
- ふるさと-On My Mind- (2004)

菊地雅章
- On the Move (2001)

ケイ赤城
- A Hint of You (2003)
- Modern Ivory (2004)
- Live – Shapes in Sound (2005)
- Liquid Blue (2007)
- Circlepoint (2014)
- Contrast & Form (2016)

菊地成孔
- The Revolution Will Not Be Compputerized (2007)
- Dub Orbits (2008)
- In Tokyo (2008)
- Live at Blue Note Tokyo 2011.05.05 (OTOTOY配信限定, 2011)